# Burhou
Burhou är en ö i kronbesittningen Guernsey. Den ligger i den nordöstra delen av landet, nordväst om Alderney.